# Центр вивчення навколоземних об'єктів

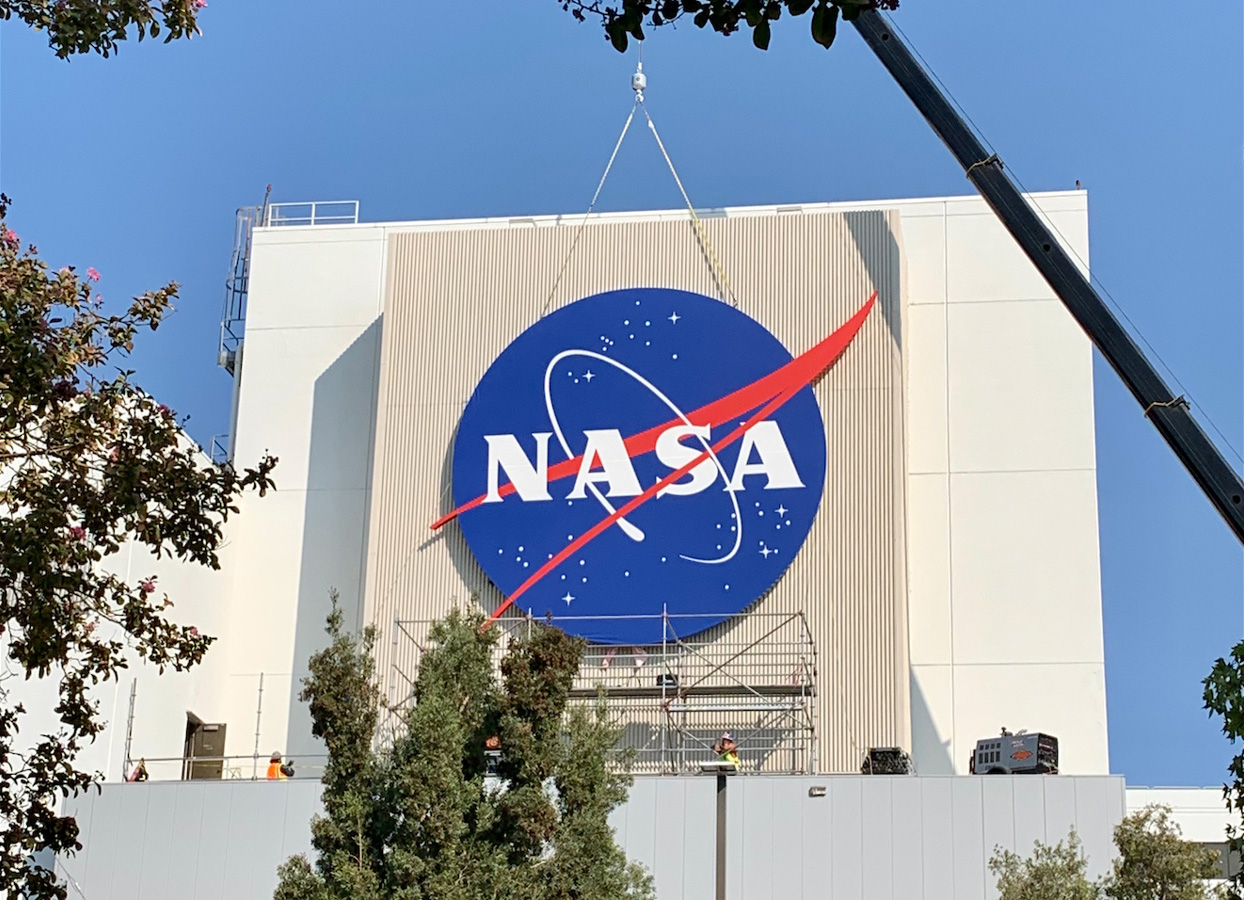
Лабораторія реактивного руху

Центр вивчення навколоземних об'єктів (англ. Center for Near-Earth Object Studies; CNEOS) — відділ Лабораторії реактивного руху з обчислення орбіт астероїдів і комет та ймовірності їх зіткнення із Землею. Розташований і керований Каліфорнійським технологічним інститутом у Пасадіні (Каліфорнія).
Центр обчислює з високою точністю орбіти навколоземних об'єктів (НЗО). Це дає змогу розрахувати наближення НЗО до Землі та оцінити ймовірність зіткнення з НЗО протягом наступного століття чи більше.
В центрі діє система моніторингу зіткнень Sentry Лабораторії реактивного руху, яка виконує аналіз можливих майбутніх орбіт небезпечних астероїдів, шукаючи загрози зіткнення протягом наступного століття. Її підсистема Scout відстежує потенційні відкриття астероїдів і обчислює можливий діапазон майбутніх рухів. У разі потенційного впливу, відомого як віртуальний вплив, оцінюються час і ймовірність впливу.
Центр також надає застосунок NEO Deflection App, який обчислює, на яку відстань переміститься гіпотетичний астероїд, якщо його перед цим відхилити на певну величину.